# Strigosella hispida
Strigosella hispida là một loài thực vật có hoa trong họ Cải. Loài này được (Litv.) Botsch. miêu tả khoa học đầu tiên năm 1972.